# Thomas Müller (Jurist)
Thomas Müller (* 21. September 1977) ist ein österreichischer Rechtswissenschafter.

## Leben
Von 1997 bis 2002 studierte Rechtswissenschaften. Von 2002 bis 2004 absolvierte er ein Doktoratsstudium der Rechtswissenschaften. Seit 2014 ist er Universitätsprofessor an der Universität Salzburg am Fachbereich Öffentliches Recht.

## Schriften (Auswahl)
- Wettbewerb und Unionsverfassung. Begründung und Begrenzung des Wettbewerbsprinzips in der europäischen Verfassung. Tübingen 2013, ISBN 3-16-152683-X.
- mit Arno Kahl: Gemeinden und Länder im Binnenmarkt. Politische Handlungsspielräume in der EU-Wirtschaftsverfassung. Wien 2015, ISBN 978-3-7046-6769-4.
- mit Karl Weber: Einführung in das öffentliche Recht und in das Europarecht. Wien 2016, ISBN 3-7046-7508-3.
- mit Daniela Hendl und Peter Pülzl: Finanzierung gemeinnütziger Vereine. Steuer- und beihilferechtliche Problemstellungen. Wien 2017, ISBN 3-7046-7362-5.